# Sci alpino ai IX Giochi olimpici invernali
Le gare di sci alpino ai IX Giochi olimpici invernali di Innsbruck 1964 si disputarono dal 30 gennaio all'8 febbraio sulle piste di Axamer Lizum e Patscherkofel; il programma incluse gare di discesa libera, slalom gigante e slalom speciale, sia maschili sia femminili, valide anche ai fini dei Campionati mondiali 1964.

## Risultati

### Uomini

#### Discesa libera
| Pos. | Atleta           | Nazione  | Tempo   |
| ---- | ---------------- | -------- | ------- |
| 1    | Egon Zimmermann  | Austria  | 2:18,16 |
| 2    | Léo Lacroix      | Francia  | 2:18,90 |
| 3    | Wolfgang Bartels | Germania | 2:19,48 |
| 4    | Jos Minsch       | Svizzera | 2:19,54 |
| 5    | Ludwig Leitner   | Germania | 2:19,67 |
| 6    | Guy Périllat     | Francia  | 2:19,79 |
| 7    | Gerhard Nenning  | Austria  | 2:19,98 |
| 8    | Willy Favre      | Svizzera | 2:20,23 |
| 9    | Willy Bogner     | Germania | 2:20,72 |
| 10   | Heini Messner    | Austria  | 2:20,74 |

#### Slalom gigante
| Pos. | Atleta            | Nazione     | Tempo   |
| ---- | ----------------- | ----------- | ------- |
| 1    | François Bonlieu  | Francia     | 1:46,71 |
| 2    | Karl Schranz      | Austria     | 1:47,09 |
| 3    | Josef Stiegler    | Austria     | 1:48,05 |
| 4    | Willy Favre       | Svizzera    | 1:48,69 |
| 5    | Jean-Claude Killy | Francia     | 1:48,92 |
| 6    | Gerhard Nenning   | Austria     | 1:49,68 |
| 7    | Billy Kidd        | Stati Uniti | 1:49,97 |
| 8    | Ludwig Leitner    | Germania    | 1:50,04 |
| 9    | Jos Minsch        | Svizzera    | 1:50,61 |
| 10   | Guy Périllat      | Francia     | 1:50,75 |

#### Slalom speciale
| Pos. | Atleta           | Nazione     | Tempo   |
| ---- | ---------------- | ----------- | ------- |
| 1    | Josef Stiegler   | Austria     | 2:11,13 |
| 2    | Billy Kidd       | Stati Uniti | 2:11,27 |
| 3    | Jimmy Heuga      | Stati Uniti | 2:11,52 |
| 4    | Michel Arpin     | Francia     | 2:12,91 |
| 5    | Ludwig Leitner   | Germania    | 2:12,94 |
| 6    | Adolf Mathis     | Svizzera    | 2:12,99 |
| 7    | Gerhard Nenning  | Austria     | 2:13,20 |
| 8    | Buddy Werner     | Stati Uniti | 2:13,46 |
| 9    | Wolfgang Bartels | Germania    | 2:15,92 |
| 10   | Stefan Kälin     | Svizzera    | 2:16,04 |

### Donne

#### Discesa libera
| Pos. | Atleta               | Nazione  | Tempo   |
| ---- | -------------------- | -------- | ------- |
| 1    | Christl Haas         | Austria  | 1:55,39 |
| 2    | Edith Zimmermann     | Austria  | 1:56,42 |
| 3    | Traudl Hecher        | Austria  | 1:56,66 |
| 4    | Heidi Biebl          | Germania | 1:57,87 |
| 5    | Barbara Henneberger  | Germania | 1:58,03 |
| 6    | Madeleine Bochatay   | Francia  | 1:59,11 |
| 7    | Nancy Greene         | Canada   | 1:59,23 |
| 8    | Christine Terraillon | Francia  | 1:59,66 |
| 9    | Annie Famose         | Francia  | 1:59,86 |
| 10   | Marielle Goitschel   | Francia  | 2:00,77 |

#### Slalom gigante
| Pos. | Atleta              | Nazione     | Tempo   |
| ---- | ------------------- | ----------- | ------- |
| 1    | Marielle Goitschel  | Francia     | 1:52,24 |
| 2    | Christine Goitschel | Francia     | 1:53,11 |
| 2    | Jean Saubert        | Stati Uniti | 1:53,11 |
| 4    | Christl Haas        | Austria     | 1:53,86 |
| 5    | Annie Famose        | Francia     | 1:53,89 |
| 6    | Edith Zimmermann    | Austria     | 1:54,21 |
| 7    | Barbara Henneberger | Germania    | 1:54,26 |
| 8    | Traudl Hecher       | Austria     | 1:54,55 |
| 9    | Fernande Bochatay   | Svizzera    | 1:54,59 |
| 9    | Pia Riva            | Italia      | 1:54,59 |

#### Slalom speciale
| Pos. | Atleta                     | Nazione     | Tempo   |
| ---- | -------------------------- | ----------- | ------- |
| 1    | Christine Goitschel        | Francia     | 1:29,86 |
| 2    | Marielle Goitschel         | Francia     | 1:30,77 |
| 3    | Jean Saubert               | Stati Uniti | 1:31,36 |
| 4    | Heidi Biebl                | Germania    | 1:34,04 |
| 5    | Edith Zimmermann           | Austria     | 1:34,27 |
| 6    | Christl Haas               | Austria     | 1:35,11 |
| 7    | Liv Christiansen           | Norvegia    | 1:36,38 |
| 8    | Patricia du Roy de Blicquy | Belgio      | 1:37,01 |
| 9    | Pia Riva                   | Italia      | 1:37,20 |
| 10   | Barbara Henneberger        | Germania    | 1:37,55 |
| 10   | Heidi Mittermaier          | Germania    | 1:37,55 |

## Medagliere per nazioni
| Pos. | Nazione     | Oro | Argento | Bronzo | Totale |
| ---- | ----------- | --- | ------- | ------ | ------ |
| 1    | Francia     | 3   | 3       | 0      | 6      |
| 2    | Austria     | 3   | 2       | 2      | 7      |
| 3    | Stati Uniti | 0   | 2       | 2      | 4      |
| 4    | Germania    | 0   | 0       | 1      | 1      |